# Turisme i London
London er en af verdens førende destinationer for turister, og byen er hjemsted for en række kendte turistattraktioner. London tiltrak 15,3 millioner besøgende i 2011, hvilket gør byen til én af verdens mest besøgte når det kommer til internationale besøgende. I 2011 brugte internationale besøgende £9,4 milliarder, hvilket svarer til lidt over halvdelen af det samlede beløb brugt af internationale besøgende i hele Storbritannien samme år.